# Auguste Escoffier

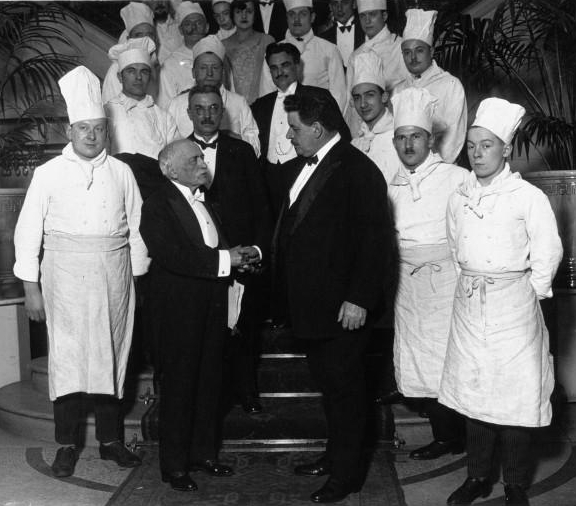
Auguste Escoffier, a la izquierda, dando la mano al primer ministro Édouard Herriot.

Auguste Escoffier (28 de octubre de 1846 - 12 de febrero de 1935) fue un cocinero, restaurador y escritor culinario francés, que popularizó y actualizó los métodos de la cocina francesa tradicional y que es considerado  como el creador de la cocina moderna y el gran transformador del oficio.

## Biografía
Nació en Villeneuve-Loubet, Francia, el 28 de octubre de 1846. A los 13 años, y a pesar de dar muestras de sus dotes artísticas, comenzó a trabajar en el restaurante de su tía, Le Restaurante Français, en Niza. Siguió allí hasta que estalló la guerra franco-prusiana en 1870, cuando se hizo cocinero del ejército. La experiencia militar le llevó a estudiar la técnica de las conservas en lata. Poco después de 1878 abrió su propio restaurante. Le Faisan d’Or (El Faisán de Oro) en Cannes. En 1880 se casó con Delphine Daffis. En 1884 la pareja se trasladó a Montecarlo, donde Escoffier se puso al mando de la cocina del Grand Hotel. Durante los veranos llevaba la cocina del Hotel National en Lucerna, donde conoció a César Ritz. Los dos se asociaron y en 1890 se trasladaron al Hotel Savoy de Londres. Desde esta sede establecieron unos cuantos hoteles de renombre, incluyendo el Gran Hotel de Roma y numerosos hoteles Ritz por todo el mundo.
De Escoffier sobresale una «enorme rigidez de las recetas de cocina» propuestas para transformar los productos crudos en alimentos: consomés, potajes, cremas, veloutés, brioches, cortezas, volovanes, bisques, empanadas, terrinas, quenelles, andouillettes, timbales, flambeados, gratinados, embutidos, confitados y rellenos. La Gran Cocina Clásica Francesa que emergió de Escoffier es fundamentalmente recordada por haber sido la responsable de transformar la naturaleza en forma de ingredientes crudos en cultura gastronómica.

## Obras
En las cocinas del Savoy, Escoffier creó muchos platos famosos. Por ejemplo, en 1893 inventó el melocotón Melba en honor de la soprano australiana Nellie Melba. También puso nombre a los Tournedos Rossini en honor del compositor italiano Gioacchino Rossini (aunque algunos rumores dicen que se lo copió a Antoine Carême).

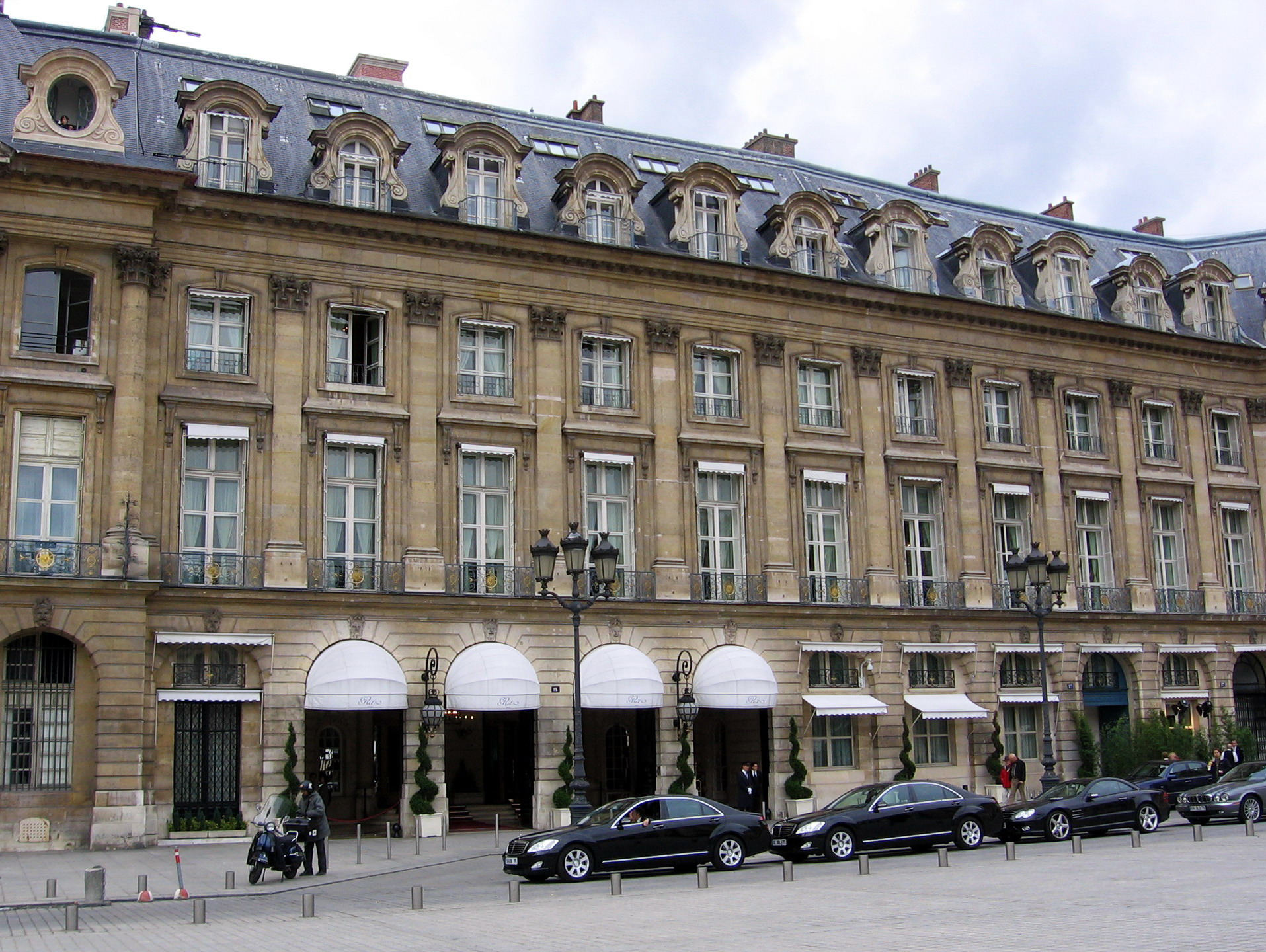
El Hotel Ritz en la actualidad.

En 1898 Escoffier y Ritz abrieron el Hôtel Ritz en París. Siguió en 1899 el hotel Carlton de Londres, donde Escoffier introdujo por primera vez el menú a la carta». Fue en este periodo cuando Escoffier frecuentó el gran chef austrohúngaro Rudolph Von Görög, que prestaba servicio a la corte de la anciana reina Victoria. Ritz sufrió una crisis nerviosa en 1901, dejando a Escoffier al mando del Carlton hasta 1919, poco después de la muerte de Ritz.
En 1902 Escoffier publicó su primer libro de éxito, La guía culinaria, que contenía 5000 recetas. Este libro tuvo una importancia capital en la cocina francesa y se sigue utilizando hoy en día como libro de texto de cocina clásica, o como recetario. En 1904 y 1921 la compañía de cruceros Hamburg-Amerika Lines le encargó el diseño de las cocinas de sus barcos. En el segundo viaje, el Kaiser Guillermo II felicitó a Escoffier diciéndole «Yo soy el emperador de Alemania, pero usted es el Emperador de los cocineros».
Alrededor de 1920, Escoffier se convirtió en el primer cocinero que recibió la Legión de Honor y en 1928 se le nombró Oficial de la Legión. Murió a los 89 años, pocos días después que su mujer.
Gran parte de la técnica de Escoffier se basaba en la de Antoine Carême, el fundador de la haute cuisine (alta cocina) francesa, pero el gran logro de Escoffier consistió en simplificar y modernizar el estilo elaborado y decorado de Carême. Junto con las recetas innovó. Otra de las contribuciones de Escoffier fue elevar la categoría social y el respeto a la profesión de cocinero, introduciendo disciplina y sobriedad donde antes había rudeza y embriaguez. Organizó sus cocinas con el sistema de brigadas, con cada sección dirigida por un jefe de partida. También cambió la práctica del «servicio a la francesa» (todos los platos a la vez) por el «servicio a la rusa» (servir los platos en el orden en que aparecen en la carta).

## Publicaciones
- Le Traité sur L'art de Travailler les Fleurs en Cire (Tratado del arte de trabajar con flores de cera) (1886)
- Le Guide culinaire (La guía culinaria) (1903)
- Les Fleurs en Cire (nueva edición, 1910)
- Le Carnet d'Epicure (Cuaderno de un Gourmet) (1911)
- Le Livre des Menus (Libro de recetas) (1912)
- Le Riz (El arroz) (1927)
- La Morue (El bacalao) (1929)
- Ma Cuisine (Mi cocina) (1934), ISBN 9788471020420
- Memories of My Life (Memorias de mi vida (1985), a partir de notas recopiladas por su nieto, ISBN 0-471-28803-9

## Premios y menciones
Recibió la Legión de Honor en 1919 y en 1928 fue el primer cocinero en alcanzar el grado de oficial de dicha condecoración.